# Proteste im Irak 2019/2020
Die irakischen Proteste 2019–20, auch Oktoberrevolution genannt (arabisch ثورة تشرين, DMG Ṯaurat Tišrīn), sind eine fortlaufende Reihe von Protesten, die aus Demonstrationen, Märschen, Sitzstreiks und zivilem Ungehorsam bestanden. Sie begannen am 1. Oktober 2019, ein Datum, das von zivilen Aktivisten in den sozialen Medien festgelegt wurde und sich über die zentralen und südlichen Provinzen des Irak erstreckt; gegen Korruption, Arbeitslosigkeit und ineffiziente öffentliche Dienstleistungen zu protestieren. Zudem beklagen viele den Einfluss von außen (Iran, USA). Der Protest eskalierte dann zu umfassenden Forderungen, die Regierung zu stürzen und die iranische Intervention im Irak zu stoppen. Die irakische Regierung hat heißes Wasser und Tränengas bis hin zu Waffen gegen Demonstranten eingesetzt, was zu vielen Todesfällen und Verletzungen geführt hat.
Die Proteste endeten vorerst am 8. Oktober, gingen aber am 25. Oktober wieder los. Premierminister Adil Abdul-Mahdi kündigte am 29. November seinen Rücktritt an. Am 26. Dezember reichte Präsident Barham Salih ein Rücktrittsschreiben ein, nachdem er sich geweigert hatte, den Gouverneur von Basra Asaad Al Eidani zu ernennen, der vom Bina-Block, einem vom Iran unterstützten Parlamentsblock, zum neuen Premierminister ernannt wurde und erklärte, dass Al Eidani dies tun würde nicht von den Demonstranten genehmigt werden.
Laut der BBC fordern die Demonstranten das Ende des politischen Systems, das seit der Vertreibung von Saddam Hussein durch die USA existiert und von sektiererischen Spaltungen geprägt ist. Die Proteste sind der größte Vorfall von Unruhen seit dem Fall von Saddam Hussein.

## Hintergrund
Im Jahr 2011 kam es – wie in vielen Ländern der arabischen Welt – in verschiedenen Provinzen des Irak zu Protesten, die das Ende von Korruption, Vetternwirtschaft und Arbeitslosigkeit forderten und gleichzeitig höhere Löhne und verbesserte öffentliche Dienstleistungen wie Elektrizität, Transport, Gesundheitswesen, Bildung und kommunale Dienstleistungen forderten. Protestierende waren der Unterdrückung durch die Regierung, der Brutalität der Polizei und Verhaftungen ausgesetzt. Diese Reformforderungen in den sechs sunnitisch dominierten Provinzen eskalierten während der irakischen Proteste 2012–2013 nach Nouri Al-Malikis Verfolgungshandlungen gegen sunnitische Politiker. Dies führte wiederum zu Protesten, die den Sturz der sektiererischen Regierung und die Neufassung der Verfassung forderten, sowie zu einem Marsch nach Bagdad, um die Grüne Zone zu besetzen. Diese Proteste wurden noch stärker von der Regierung unterdrückt, was zu Zusammenstößen zwischen Sicherheitskräften und lokalen Stammesangehörigen führte, die angeblich Unterstützung von Loyalisten der Ba'ath-Partei erhalten hatten. Nach Berichten der sunnitischen Fraktionen, die Teil des irakischen Aufstands gegen die amerikanische Besatzung waren, ihre Mächte vereinheitlichten und die Kontrolle über das Gouvernement Al-Anbar übernahmen, startete die Regierung 2013 die Anbar-Kampagne. Bis Juli 2014 hatten diese mit ISIL fusionierten Fraktionen den größten Teil von Al-Anbar, Ninawa, Salah ad-Din, Kirkuk und Diyala besetzt, die den irakischen Bürgerkrieg auslösten. Der US-Außenminister versprach der irakischen Regierung "intensive" Unterstützung, während er die Regierung anflehte, sich über "sektiererische Motivationen" zu erheben, doch laut hochrangigen Beamten des Verteidigungsministeriums verzichteten die USA aus Mangel des Vertrauens in irakische Truppen darauf, dem irakischen Militär Waffen zu geben", während erfahrene US-Journalisten, die mit der Situation vertraut sind, behaupteten, der irakische Premierminister Nuri al-Maliki ist nicht die Antwort und sollte zurücktreten.
Aufgrund des mangelnden Fortschritts der Regierung von Haider al-Abadi und der staatlichen Korruption forderte der Führer der sadristischen Bewegung, Muqtada al-Sadr, ein Sit-in in der Grünen Zone in Bagdad, um die Regierung zu zwingen, ernsthafte Lösungen gegen die Korruption zu finden. Am 30. April 2016 durchbrachen Tausende von Anhängern von Al-Sadr die Barrikaden der Grünen Zone und stürmten in Regierungsgebäude, einschließlich des irakischen Parlaments, Vertreter aus der Grünen Zone zu jagen, bevor sie sich am Tag danach durch den Aufruf zurückzogen von Al-Sadr. Im Juli 2018 brach in Basra und den umliegenden Städten eine weitere Demonstration aus, die sich aufgrund der Verschlechterung der öffentlichen Versorgung, der Wasserverschmutzung und des Strommangels verschlechterte und einige Monate andauerte. Demonstranten brannten eine Reihe von Regierungsgebäuden und Parteizentralen nieder, blockierten zahlreiche Hauptstraßen, rissen und verbrannten Bilder von Chomeini und Chamenei und besetzten sogar den Al-Nadschaf und internationalen Flughafen von Basra. Sie wurden von Sicherheitskräften und Volksmobilisierungskräften, darunter Kata’ib Hisbollah, Asa'ib Ahl al-Haq, unterdrückt, wobei mindestens 16 Demonstranten starben.
In Erinnerung an den Aufstieg des IS während der Proteste im Jahr 2012 vermieden diese die sektiererische Rhetorik. Anfangs schienen die Amerikaner nicht im Mittelpunkt der Wut zu stehen, obwohl eine Umfrage von 2019 ergab, dass nur 22 % der Iraker eine positive Meinung über die Vereinigten Staaten hatten, während 16 % eine positive Meinung über den Iran hatten. Diese vorläufige Annahme erwies sich jedoch nach einigen Monaten eindeutig als falsch, als Hunderttausende gegen die US-Präsenz im Land waren.

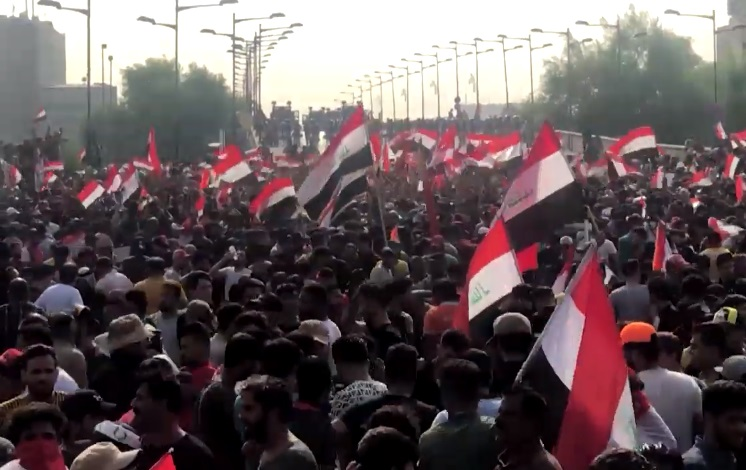
Demonstranten in Bagdad, 1. Oktober

## Zeitleiste 2019

### Oktober
1. Oktober: In Bagdad auf dem Befreiungsplatz brachen Proteste gegen hohe Arbeitslosigkeit, schlechte Grundversorgung und staatliche Korruption aus. Diese Proteste breiteten sich auf die südlichen Provinzen aus. Die Behörden verhängten einen Internet-Blackout und sperrten 75 % des Internetzugangs des Landes. Demonstranten forderten den Rücktritt von Adil Abdul-Mahdi und bereiteten sich auf vorgezogene Wahlen vor. Die Demonstranten demonstrierten auch gegen den iranischen Einfluss und gegen den Führer der Quds-Einheit, Qasem Soleimani. Zu Beginn der Proteste waren die Demonstranten überwiegend junge Männer, die laut Vox die Regierung für ihre zahlreichen Misserfolge verantwortlich machten. Der irakische Premierminister erklärte bis auf weiteres eine Ausgangssperre.
2. Oktober: Zwei Aktivisten, Hussain Almadani und seine Frau Sarah, wurden in ihrem Haus in Basra von unbekannten Kräften getötet.
3. Oktober: Nach Angaben von Amnesty International wurden nach drei Tagen Protest 18 Zivilisten und ein Polizist getötet und Hunderte verletzt.
4. Oktober: In Nasiriyah wurden viele Hauptquartiere politischer Parteien niedergebrannt.
5. Oktober: Unbekannte Kräfte haben viele Fernsehsender wie Al Arabiya, Dijlah TV, NRT und Al Rasheed TV wegen der Ausstrahlung der Proteste durchsucht.
7. Oktober: In Sadr City wurden dutzende Demonstranten getötet und Hunderte verletzt.
8. Oktober: Die Proteste wurden aufgrund von Arba'een einem schiitischen religiösen Feiertag, der am 19. Oktober stattfand, weitgehend eingestellt. Laut Arab News, sind ungeachtet der Warnungen iranischer Behörden 3,5 Millionen schiitische Pilger, hauptsächlich Iraner, am Freitag über Landgrenzen in den Irak gekommen. Die Behörden empfohlen, die Pilger sollten die Pilgerreise in den Irak hinausschieben.
24. Oktober: Tausende Demonstranten versammeln sich auf dem Befreiungsplatz in Bagdad, um gegen die Regierung und den iranischen Einfluss zu protestieren. Fast 50 Demonstranten wurden getötet und verletzt, nachdem sie versucht hatten, die Grüne Zone zu betreten.
25. Oktober: Die Proteste im Gouvernement Maysan führen zu Unruhen zwischen Friedensunternehmen unter der Führung von Muqtada al-Sadr einerseits und Asa'ib Ahl al-Haq und der Badr-Organisation andererseits. Asa'ib Ahl al-Haq-Mitglied Wisam Alyawi und sein Bruder, beide PMU-Kommandeure des Gouvernements Maysan, wurden von wütenden Demonstranten gelyncht, die sie aus einem Krankenwagen zerrten und zu Tode schlugen. Qais Khazali, Chef von Asa'ib Ahl al-Haq, gab bekannt, dass neun PMU-Mitglieder bei den jüngsten Protesten getötet worden waren, machte Israel für ihren Tod verantwortlich und erklärte, er werde sich „viermal“ rächen. Demonstranten brannten nieder und zerstörten viele Ämter politischer Parteien in der Stadt Samawah. Demonstranten in Karbala sangen gegen den Iran und zerrissen Ali Chameneis Bilder. Sie griffen auch das Gebäude des Gouvernoratsrates an. Sie verbrannten auch das iranische Konsulat. Im Gouvernement Al-Qādisiyyah brannten Demonstranten das Gebäude des Gouvernementrates nieder. Verwaltungsbehörden erklärten eine Ausgangssperre in der Provinz. In der Stadt Kūt griffen Demonstranten viele Büros der politischen Parteien an und auch das Haus des ehemaligen Innenministers Qasim al-Araji.
26. Oktober: 7 Demonstranten wurden nach Konflikten zwischen der Badr-Organisation und Demonstranten in der Stadt Hillah im Gouvernement Babil getötet und 28 verletzt. Die sieben Demonstranten starben, als Mitglieder der Badr-Organisation nach Angaben des Vormunds das Feuer auf Demonstranten eröffneten, die sich vor ihrem Büro versammelt hatten.
28. Oktober: Eine hochrangige Sicherheitsbehörde in Bagdad erklärte vier Tage nach den erneuten Protesten gegen die Regierung, bei denen mehr als 70 Demonstranten getötet wurden, eine unbefristete Ausgangssperre für die Hauptstadt. In Karbala wurden 14 bis 30 Menschen bei Protesten getötet. Regierungsbeamte bestritten, dass Todesfälle aufgetreten sind.
30. Oktober: Der iranische Militäroffizier Qasem Soleimani traf sich mit Hadi al-Amiri, einem der politischen Gegner von Abdul-Mahdi, und bat ihn, Abdul-Mahdi zu unterstützen.
31. Oktober: Präsident Barham Salih sagte in einer Fernsehansprache, der Premierminister habe dem Rücktritt zugestimmt, „unter der Bedingung, dass ein Nachfolger zugestimmt wird, ihn zu ersetzen“.

### November
2. November: Demonstranten blockieren den irakischen Haupthafen Umm Qasr. Die Ölexporte von Offshore-Plattformen waren nicht betroffen, die Importe von Grundnahrungsmitteln jedoch. Der Irak ist stark vom Import von Lebensmitteln abhängig.
3. November: Demonstranten stürmen das iranische Konsulat in Karbala, wo sie das Gebäude in Brand setzen und die iranische Flagge durch eine irakische ersetzen. Laut Reuters wurden 3 Demonstranten getötet, als irakische Sicherheitskräfte scharfe Munition auf Demonstranten abfeuerten, die sich vor dem iranischen Konsulat versammelt hatten. Die BBC wurde jedoch zu der Annahme gebracht, dass die Quelle des Schusswechsels anonym war und sich sowohl an die Sicherheitskräfte als auch an die Demonstranten richtete.
4. November: NetBlocks, ein Observatorium für Internetblockaden, hob hervor, dass der Internetzugang in Bagdad und in fünf anderen Regionen im Irak am 4. November unterbrochen wurde, im Zuge der anhaltenden Wut im Land. NetBlocks fügte hinzu, dass die neue Internet-Abschaltung derzeit als die extremste Abschaltung im Irak angesehen wird. Irakischen Behörden hatten im Oktober einen ähnlichen Schritt unternommen, bei dem Social Media und Messaging in mehreren Teilen des Landes weiterhin stark eingeschränkt waren.
8. November: Groß-Ayatollah Ali al-Sistani, der einflussreichste schiitische Geistliche im Irak (geboren im Iran), forderte die Regierung auf, den Forderungen der Demonstranten nachzukommen, und forderte die Sicherheitskräfte auf, die Anwendung von Gewalt zu vermeiden.
10. November: Der irakische parlamentarische Menschenrechtsausschuss berichtet, dass bei den Protesten mindestens 319 Menschen getötet wurden. Nach Angaben der Unabhängigen Hohen Kommission für Menschenrechte im Irak wurden weitere 15.000 verletzt.
13. November: Das irakische Parlament hat eine Sondersitzung abgehalten, um die Krise zu erörtern. Jeanine Hennis-Plasschaert von der Hilfsmission der Vereinten Nationen für den Irak sprach auf der Sitzung über ihren Plan zur Lösung der Krise, der Wahlreformen und Maßnahmen zur Korruptionsbekämpfung umfasst.
14. November: Bei Zusammenstößen zwischen Sicherheitskräften und Demonstranten wurden in Bagdad vier Menschen getötet und 62 verletzt.
16. November: Mindestens vier Demonstranten wurden getötet und fast 20 verletzt, als auf dem Tahrir-Platz in Bagdad ein Autobombenangriff stattfand. Keine Gruppe übernahm die Verantwortung für die erste Explosion der anhaltenden Proteste gegen die Regierung.
17. November: Von The Intercept durchgesickerte Dokumente enthüllten Einzelheiten des iranischen Einflusses im Irak. The Intercept soll die Dokumente von einer unbekannten Quelle erhalten haben und konnte sie seitdem nicht mehr identifizieren, so der Vormund.
19. November: Demonstranten blockierten die Einfahrt zum zweitgrößten Handelshafen des Landes, dem Hafen von Khor al-Zubair, und stellten die Handelsaktivitäten für Öl und andere Tanker ein. Zuvor war auch der Zugang zum Umm-Qasr-Hafen gesperrt.
21. November: Al-Jazeera berichtet, dass in Bagdad mindestens sieben Demonstranten von Sicherheitskräften getötet und 78 verletzt wurden.
24. November: Mindestens zwei Demonstranten wurden in der südlichen Stadt Nasiriyah erschossen, als sie Schulen schlossen und die Brücken Zaitoun und Nasr in die Innenstadt blockierten. Bei den Zusammenstößen mit Sicherheitskräften wurden fast 47 Menschen verletzt.
27. November: Demonstranten greifen das iranische Konsulat in Nadschaf zum zweiten Mal an und brennen es diesmal nieder. Sicherheitskräfte feuerten Tränengas in die Menge und verletzten einige von ihnen, mussten jedoch fliehen, als Hunderte Demonstranten in das Konsulat strömten und es in Brand steckten.
29. November: 44 Demonstranten wurden im Südirak getötet. Der Premierminister kündigte am selben Tag seinen bevorstehenden Rücktritt an.

### Dezember
1. Dezember: Trotz des Rücktritts von Premierminister Adel Abdel Mahdi zündeten Demonstranten in der schiitisch besiedelten Stadt Nadschaf zum zweiten Mal in einer Woche das iranische Konsulat an. Laut BBC zeigten Berichte, dass Mitarbeiter des iranischen Konsulats sofort fliehen konnten, bevor die Demonstranten das Konsulat stürmten. Ein Polizeibeamter sagte, als die Polizei mit scharfer Munition Schüsse abgab, um die Demonstranten daran zu hindern, in das Konsulat einzudringen, wurde laut Al Jazeera ein Demonstrant getötet und mindestens 35 Menschen verletzt.
6. Dezember: Unbekannte bewaffnete Männer in Fahrzeugen eröffneten das Feuer auf Demonstranten auf dem Khilani-Platz in Bagdad, töteten 25 (darunter drei Polizisten) und verletzten rund 130 weitere. Die Angriffe sollen einen Tag nach einer Reihe verdächtiger Stiche auf dem Tahrir-Platz in Bagdad stattgefunden haben, bei denen nach Angaben des Vormunds mindestens 15 Verwundete zurückblieben. Laut Aljazeera beschuldigten einige Demonstranten die irakische Regierung, sich mit den bewaffneten Männern verschworen zu haben, was auf einen Stromausfall hinwies, der mit der Zeit der Angriffe zusammenfiel.
8. Dezember: Fahim al-Ta'i, ein irakischer Zivilaktivist, wurde vor dem al-Ansar Hotel in der Gegend von Baroudi in Karbala von unbekannten bewaffneten Männern auf einem Motorrad ermordet.
12. Dezember: Ein 16-jähriger Junge, der fälschlicherweise beschuldigt wurde, Demonstranten erschossen zu haben, wurde nach dem Rückzug der Sicherheitskräfte über den Boden gezogen und von Demonstranten gelyncht. Der verstorbene Körper des Jungen wurde bis auf die Unterhose ausgezogen und später an eine Ampel gehängt. Es wurde später von seiner Familie entfernt und in eine forensische Leichenhalle gebracht.
Die Gruppe von Muqtada al-Sadr erklärte, dass sie ihre Unterstützung für die Proteste durch „Blauhelme“ zurückziehen werde, sofern die für das Lynchen verantwortlichen „Terroristen“ identifiziert würden. Eine Protestgruppe beschrieb das Lynchen als „einen machiavellistischen Plan, der darauf abzielt, den Ruf der friedlichen Demonstranten zu trüben“ und dass die Protestierenden „nichts mit dem Lynchereignis zu tun hatten“.
24. Dezember: Der Repräsentantenrat verabschiedete eine Reihe von Wahlgesetzen, um Demonstranten zu beschwichtigen. Die Gesetze erlaubten den Wählern, Einzelpersonen auszuwählen, anstatt Parteilisten zu verwenden, während die Kandidaten eher Wahlbezirke als Provinzen repräsentieren würden.
26. Dezember: Präsident Barham Salih legt ein Rücktrittsschreiben vor, nachdem er sich nach dem Rücktritt von Adil Abdul-Mahdi geweigert hat, Asaad Al Eidani zum Premierminister zu ernennen. Salih erklärte, dass Al Eidani von den Demonstranten nicht genehmigt werden würde. Präsident Salih fügte hinzu, dass er, da ihm die Verfassung das Recht entzieht, eine Nominierung abzulehnen, lieber zurücktritt, als die Nominierung eines neuen Premierministers zu akzeptieren, den die Demonstranten ablehnen würden.
29. Dezember: Die USA bombardierten Positionen der Kata’ib-Hisbollah im Irak, töteten 25 Mitglieder dieser Kataib-Streitkräfte und verletzten 51 weitere.
31. Dezember: Hunderte von Pro-Iran-Demonstranten umzingelten die US-Botschaft in Bagdad in der Grünen Zone der Stadt, in der sich Botschaften und Regierungsgebäude befinden. Grund dafür waren die zu vorigen Luftangriffe auf pro-iranische Milizen. Andere Demonstranten in Bagdad erklärten: „Demonstrationen in der US-Botschaft sind eine natürliche Reaktion auf die US-Streiks um Hashd-Positionen im Irak.“ Sie verurteilten jedoch den Angriff irakischer Anhänger der Hashd-Gruppe auf die US-Botschaft und sagten: „Wir bleiben hier im Zentrum der friedlichen Protestbewegung“ und fügten hinzu, dass die „Massen in der Grünen Zone uns nicht vertreten. Wir wollen friedliche Veränderung.“ Gerüchten zufolge waren an diesem Tag einige Demonstranten in das Gelände der US-Botschaft eingebrochen. Einige Zeit später gab das US-Außenministerium jedoch bekannt, dass die Demonstranten das eigentliche Botschaftsgebäude in Bagdad nicht betreten hatten und dass der US-Botschafter immer noch auf seinem Posten war.

## Zeitleiste 2020

### Januar
5. Januar: Nach der Ermordung des iranischen Generalmajors Qasem Soleimani und des Leiters der Volksmobilisierungskräfte (PMF) Abu Mahdi al-Muhandis durch die Vereinigten Staaten (USA) am 3. Januar wurden die Proteste in Nassiriyah, Dewaniya, Kut, Amarah, fortgesetzt. Kerbala und Bagdad mit einer absichtlichen Verlagerung zum Protest gegen die iranische und die US-Rolle im Irak. Frühere Proteste widersetzten sich hauptsächlich dem iranischen Einfluss im Irak. Der frühere Slogan „Out, out Iran“ wurde durch „No to Iran, no to America“ ersetzt. Demonstranten in Basra und Nassiriyah blockierten symbolische Trauerzüge für Soleimani und al-Muhandis. In Nassiriyah erschossen und verwundeten pro-iranische Beerdigungsteilnehmer drei Demonstranten. Aus Rache wurde das örtliche Hauptquartier der PMF in Brand gesetzt. Demonstranten in Nadschaf verbrannten Reifen und protestierten gegen die USA und den Iran.
Als Reaktion auf die Luftangriffe forderte das irakische Parlament die Vertreibung von US-Truppen aus dem Land.
7. Januar: Online- und Straßenkampagnen zum Kauf lokaler Produkte mit den Titeln „Made in Iraq“ und „Iraqi National Product“ wurden nach den Attentaten auf Soleimani und al-Muhandis fortgesetzt und in Bagdad verstärkt. Gleichzeitig spitzte sich der Konflikt zwischen dem Iran und den USA zu, auch auf irakischem Boden.
10. Januar: Zweitausend Menschen protestierten in Basra und Nassiriyah mit Slogans wie „Weder Amerika noch der Iran, unsere Revolution ist eine junge Revolution.“ Appelle für einen „Millionen-Mann-Marsch“, der über soziale Online-Medien verbreitet wird.
11. Januar: Zwei Reporter, die über monatelange Proteste gegen die irakische Regierung berichteten, wurden in Basra von zwei bewaffneten Männern in einem Auto erschossen. Am 12. Januar trauerten Hunderte Iraker in Basra um den Korrespondenten des lokalen Fernsehsenders al-Dijla, Ahmad Abdessamad, und seines Kameramanns Safaa Ghali. Ein Trauernder gab an, dass der Angriff offensichtlich ein Versuch war, die Menschen zum Schweigen zu bringen, berichtete France 24. Am Sonntag lud das irakische Innenministerium Journalisten zu einer Konferenz nach Basra ein, um die Morde sowie die Sicherheitsbedingungen der Stadt zu erörtern. Dem Ministerium blieb jedoch keine andere Wahl, als die Konferenz abzusagen, da sich Journalisten weigerten, daran teilzunehmen.
17. Januar: Mindestens zwei Menschen wurden getötet und Dutzende verletzt, nachdem die Sicherheitskräfte auf Demonstranten an der Sinak-Brücke im Zentrum von Bagdad geschossen hatten. In der südlichen Stadt Nadschaf griffen irakische Demonstranten das Zentrum der Kata’ib-Hisbollah-Miliz an und zündeten es an. Am nächsten Tag brannten die Demonstranten weiterhin Plakate von Qassem Soleimani.
20. Januar: Vier Demonstranten und zwei Polizisten wurden bei erneuten Zusammenstößen in Bagdad getötet.
22. Januar: Die irakische Hohe Menschenrechtskommission gab bekannt, dass in den letzten zwei Tagen mindestens 10 Menschen bei den gewaltsamen Unruhen im ganzen Land getötet wurden, berichtete Al Jazeera.
Der irakische Präsident Barham Salih nahm am 22. Januar an einem Treffen mit US-Präsident Donald Trump in Davos teil, bei dem die strategischen Außenbeziehungen zwischen dem Irak und den USA erörtert wurden, die von iranisch unterstützten Milizen als klares Indiz dafür angesehen wurden, dass Salih will, dass das US-Militär im Irak bleiben soll, obwohl er gewarnt wurde, er solle sich nicht mit Trump zu treffen.
23. Januar: Amnesty International warnt davor, dass die irakischen Sicherheitskräfte ihre Reihe von Operationen fortgesetzt haben, bei denen tödliche Gewalt gegen friedliche Demonstranten angewendet wurde, basierend auf fundierten Videoanalysen und Augenzeugenberichten, die von der Organisation bestätigt wurden. Nach Angaben der San Diego Union-Tribune sollen am Donnerstag mindestens 8 Menschen verletzt worden sein, als Sicherheitskräfte Tränengas verwendeten, um Demonstranten auf der Autobahn Mohammed al-Qassim zu zerstreuen.
24. Januar: Die Forderung des schiitischen Führers Muqtada al-Sadr nach einem „millionenschweren“ Marsch wurde beantwortet, als Hunderttausende Iraker auf die Straße marschierten und den Abzug der US-Truppen aus dem Irak forderten. Die grüne Zone, in der sich die US-Botschaft neben dem Marschweg befindet, sei stark von Sicherheitskräften umgeben, fügte CNN hinzu. Laut BBC sind unter den Protestierenden in der Stadt Bagdad von Iranern unterstützte Milizen, von denen viele die irakischen Nationalflaggen und Plakate tragen und die Anwesenheit von US-Truppen im Land kritisieren. Mehrere regierungsfeindliche Demonstranten sind jedoch besorgt, dass Moqtadas Aufruf, das US-Militär aus dem Irak zu vertreiben, ihre separaten, monatelangen Proteste übertreffen könnte, die die Machtübernahme durch vom Iran unterstützte schiitische Gruppen bestritten haben.
Dem Guardian zufolge wurde von seinem Vertreter auf der Bühne am Ort des Protestes eine Erklärung des einflussreichen schiitischen Geistlichen Moqtada al-Sadr vorgelesen, in der die Schließung des irakischen Luftraums für US-Militär- und Überwachungsflugzeuge, die Aufhebung der irakischen, gefordert wurde Sicherheitsabkommen mit den USA sowie der Abzug aller ausländischen Streitkräfte aus dem Land und so weiter. Eine grobe Schätzung ergab, dass die Wahlbeteiligung der Demonstranten laut Vox zweihunderttausend erreicht hatte.
25. Januar: Irakische Sicherheitskräfte haben eine Proteststelle in Bagdad durchsucht und versucht, Demonstranten in südlichen Städten zu entfernen, Tränengas und scharfe Kugeln abzufeuern, vier zu töten und Dutzende weitere zu verletzen. Der Überfall kam, nachdem Muqtada al-Sadr seinen Anhängern befohlen hatte, sich zurückzuziehen. Es wurde berichtet, dass die Anhänger von al-Sadr ihre Zelte zusammenpackten und die Lager verließen, nachdem er seine Unterstützung zurückgezogen hatte. Der Rückzug der irakischen Sadristen in ihre Unterstützung für die regierungsfeindliche Protestbewegung hat viele darüber nachdenken lassen, ob ein Vorgehen der Regierung folgen wird.
26. Januar: In Bagdad treffen Raketen die US-Botschaft und verletzen mindestens einen. Eine Rakete soll die Cafeteria der Botschaft getroffen haben, während zwei weitere Raketen in der Nähe gelandet sind. Eine Sicherheitsquelle wurde von der Nachrichtenagentur AFP zitiert. Laut CNN erlitt die verwundete Person eine leichte Verletzung und hatte bereits ihren Dienst wieder aufgenommen, fügte ein US-Beamter hinzu.
Am Sonntag gab die Unabhängige Hohe Kommission für Menschenrechte im Irak bekannt, dass in den letzten drei Tagen 9 Demonstranten in Bagdad und 3 weitere in Nasiriyah bei den irakischen Protesten getötet und 230 weitere verletzt wurden.
27. Januar: In der Stadt Nasiriyah im Süden des Irak eröffneten Sicherheitskräfte das Feuer auf eine Menge regierungsfeindlicher Demonstranten und töteten eine Person. Am Montag forderte US-Außenminister Mike Pompeo den irakischen Premierminister Abdul Mahdi auf, die Souveränität des Irak angesichts der Angriffe des Iran auf US-Einrichtungen im Irak, einschließlich der Raketenangriffe am Sonntag gegen die US-Botschaft in Bagdad, aufrechtzuerhalten.
Am 31. Januar forderte die Human Rights Watch die irakischen Behörden auf, die rechtswidrige Anwendung von Gewalt und alle Morde durch Sicherheitskräfte zu untersuchen, gegebenenfalls mit Hilfe internationaler Experten. Am Freitag feuerten Sicherheitskräfte Tränengas ab, um die Menge auf den Plätzen Khilani und Wathba in Bagdad zu zerstreuen. Mindestens elf Demonstranten wurden verletzt, teilten Ärzte und Sicherheitsbeamte mit.

### Februar
1. Februar: Der irakische Präsident Barham Salih ernannte einen ehemaligen Kommunikationsminister Mohammed Tawfiq Allawi zum neuen Premierminister des Landes. Anti-Regierungs-Demonstranten lehnten jedoch die Ernennung von Mohammed Allawi zum neuen designierten Premierminister umgehend ab, indem sie Kundgebungen in Bagdad sowie in Städten in den südlichen Provinzen des Landes abhielten. Später am Abend versprach Allawi in einer Ansprache an die Iraker im staatlichen Fernsehen, eine repräsentative Regierung zu bilden, vorgezogene Parlamentswahlen abzuhalten und unter anderem die rechtswidrigen Handlungen gegen Demonstranten zu rechtfertigen.
2. Februar: Demonstranten, die gegen Allawis Nominierung waren, gruppierten ihre Zelte außerhalb der von Sadristen besetzten Zelte auf dem Tahrir-Platz in Bagdad.
3. Februar: Al Jazeera berichtete, dass seit Beginn der Proteste die Zahl der Todesopfer neben 13 Angehörigen der Sicherheitskräfte 536 erreicht haben soll, wie vom irakischen Staatsfernsehen angekündigt. Am Montag stürmten Sadristen, die mit „blauen Hüten“ identifiziert wurden, eine Kundgebung gegen das Regime, die zum Tod eines Demonstranten führte, der erstochen wurde, wobei drei weitere verletzt wurden.
4. Februar: Einen Tag nach dem Tod eines Demonstranten nahmen die Spannungen zwischen Sadr-Anhängern und Demonstranten gegen Allawis Nominierung zu, als die Kluft zu einem Faustkampf zwischen den beiden gegnerischen Gruppen in der südlichen Stadt Diwaniyah ausbrach. Laut Arab News sangen die jungen Anti-Regime-Demonstranten trotz der Einmischung der Sicherheitskräfte gegen die irakischen Behörden Sadr, einschließlich des Iran, und beschuldigten sie, die harten Aktionen der Regierung gegenüber Demonstranten unterstützt zu haben. Um sicherzustellen, dass die Schulen in Diwaniyah vollständig wiedereröffnet wurden, nachdem Sit-Ins sie zur Schließung gezwungen hatten, wurden Sicherheitskräfte außerhalb der Schulen sowie Regierungsbüros gesichtet.
5. Februar: In der heiligen Stadt Nadschaf brach Gewalt aus, als die Anhänger von al-Sadr versuchten, Demonstranten gewaltsam aus ihren Protestlagern zu entfernen. Medizinische Quellen gaben an, dass bei dem Zusammenstoß mindestens 8 Menschen getötet und mindestens 20 weitere verletzt wurden, so die Nachrichtenagentur Reuters. Von den 8 getöteten Demonstranten sollen 7 an den Folgen von Kugeln auf Brust oder Kopf gestorben sein, fügte France 24 hinzu. Die Zahl der Verletzten hatte laut der New York Times 52 erreicht.
6. Februar: Nach der Gewalt, die am Mittwoch zwischen regierungsfeindlichen Demonstranten und Anhängern von Moqtada al-Sadr ausbrach, sind Hunderte von regierungsfeindlichen Demonstranten an den Ort der Gewalt zurückgekehrt, als sie sich durch die Straßen der heiligen Stadt Nadschaf versammelten. in einem Versuch, ihr zerstörtes Protestlager wieder aufzubauen. Am Donnerstagabend gab US-Außenminister Mike Pompeo eine Erklärung ab, in der er die Ermordung regierungsfeindlicher Demonstranten in der Stadt Nadschaf verurteilte, und forderte die irakische Regierung auf, sich um die Notwendigkeit von Demonstranten zu kümmern und die Verantwortlichen zu bestrafen für die Morde.
7. Februar: Groß-Ayatollah Ali al-Sistani ist eine der mächtigsten und einflussreichsten Persönlichkeiten im Irak. Mehrere Demonstranten und irakische Aktivisten halten an ihm als ihrem letzten Leuchtfeuer der Hoffnung fest und fordern ihn auf, einen millionenschweren Marsch gegen die USA zu fordern. Während der Freitagspredigt in dieser Woche verurteilte er in einer Bemerkung des Vertreters von al-Sistani in der heiligen Stadt Karbala den Zusammenstoß mit Sadristen in Nadschaf am Mittwoch und machte die Sicherheitskräfte dafür verantwortlich, dass sie den Tod von acht Demonstranten nicht verhindert hatten. Die irakische Menschenrechtskommission hat am Freitag prognostiziert, dass seit Beginn der regierungsfeindlichen Proteste im Irak, die im Oktober letzten Jahres begannen, fast 550 Menschen ihr Leben verloren haben. Groß-Ayatollah Ali Sistani forderte Allawi ferner auf, eine Regierung zu schaffen, der das Volk vertraut und die es auch vertritt.
Nach der Freitagspredigt des einflussreichen schiitischen Geistlichen Ali al-Sistani, sind viele regierungsfeindliche Demonstranten und Aktivisten zuversichtlich und überzeugt, dass die Anfang Oktober begonnene Protestbewegung nun wieder an Fahrt gewinnen wird, berichtete Al Jazeera. Der Präsident der kurdischen Regionalregierung, Nechirvan Barzani, hat am Mittwoch eine Erklärung abgegeben, in der er die rechtswidrige Anwendung von Gewalt gegen friedliche Demonstranten verurteilt, obwohl die kurdischen Behörden ähnliche Ansätze angepasst haben.
9. Februar: Moqtada Al-Sadr schlug in einem Tweet 18 Punkte vor, an die sich die irakischen Demonstranten bei Protesten halten sollten, einschließlich der Vermeidung einer freien Vermischung von Männern und Frauen auf Proteststätten.
10. Februar: Ein Demonstrant wurde in der Nähe eines Protestgeländes an der al-Ain-Universität in Nasiriyah erschossen, als irakische Sicherheitskräfte nach Angaben der New York Times scharfe Munition abfeuerten, um die Versammlung der Demonstranten zu beenden. Es wurde angenommen, dass die Sicherheitskräfte auf die Demonstranten geschossen haben, als sie versuchten, am Eingang der Universität eine Blockade zu schaffen. Amerikanischen Bürgern, die im Irak leben, wurde von der US-Botschaft im Irak geraten, vor großen Protesten, die voraussichtlich in den nächsten drei Tagen in Bagdad stattfinden werden, sowie in Nadschaf wachsam zu bleiben.
Das iranische Konsulat im Irak, das letztes Jahr von Demonstranten in Brand gesteckt wurde, ist jetzt funktionsfähig, da die Visa-Operationen fortgesetzt werden. Laut Bloomberg sollen die regulären konsularischen Dienste ab nächster Woche beginnen. Die Polizei von Nadschaf wurde beschuldigt, dem Konsulat nach seiner Wiedereröffnung Sicherheit und Schutz zu bieten. 
11. Februar: Der einflussreiche schiitische Geistliche Moqtada Al-Sadr hat die Blauhelm-Einheit aufgelöst, die der Gewalt beschuldigt wurde, die letzte Woche in Nadschaf zum Tod von regierungsfeindlichen Demonstranten geführt hat, und auch die sogenannte sadristische Bewegung auf Twitter öffentlich abgelehnt. Mitglied des irakischen Repräsentantenrates, Sarkawt Shamsulddin, der am 11. Februar im Atlantikrat sprach, behauptete, dass die großen Proteste, die seit Oktober letzten Jahres stattfanden und die vorherige Regierung beendeten, Mohammed Allawi die goldene Chance von greifbare Transformation im Irak herbeiführen.
12. Februar: Die Proteststätten in Bagdad wurden von irakischen Sicherheitskräften wiedereröffnet, so dass regierungsfeindliche Proteste auf dem al-Tahrir-Platz nur unter der Bedingung fortgesetzt werden können, dass die irakischen Sicherheitskräfte Schutz bieten, berichtete die Global Times. Es wurde beobachtet, dass Demonstranten mit Sicherheitskräften zusammenarbeiteten, um die Freizügigkeit über die seit Monaten geschlossene Sinak-Brücke zu gewährleisten. 
13. Februar: Irakische Frauen haben sich zu Hunderten gemeldet, um die Anwendung von Gewalt gegen Demonstranten in Bagdad und der Stadt Nasiriyah zu kritisieren, um den Aufruf von Moqtada al-Sadr gegen die Vermischung von Männern und Frauen an Proteststätten in Frage zu stellen. Auch männliche regierungsfeindliche Demonstranten nahmen an der Kundgebung teil. Einige der Frauen trugen Schleier, während andere ihre Gesichter in schwarz-weiße Schals gehüllt hatten. Auf dem Protestgelände ereignete sich ein üblicher Vorfall, bei dem sowohl Männer als auch Frauen ihre Lager nebeneinander aufstellten. Mehrere Demonstranten trugen irakische Flaggen und Rosen, die über eine Stunde lang marschierten, wobei die Männer ihre Arme um die Frauen schlossen, um einen Kreis zu bilden. Später am Abend verurteilte al-Sadr die Kundgebung auf seinem Twitter-Account, die er als Sünde und als Versuch bezeichnete, die Gerechtigkeit des Irak zu gefährden.
40 Tage nachdem der iranische General Qassem Soleimani und der paramilitärische Führer des Irak von US-Drohnen getötet wurden, kamen Hunderte von Irakern in Bagdad an den Ort, um 40 Tage an ihren Tod zu erinnern.
14. Februar: Haaretz gab bekannt, dass sich die irakischen Sicherheitskräfte auf einen gewaltsamen Zusammenstoß zwischen der Protestbewegung und den Anhängern von al-Sadr an diesem Samstag vorbereiten, da zwei groß angelegte Proteste erwartet werden.
15. Februar: Ein 50-jähriger Iraker mit deutschem Wohnsitz versuchte sich während der Münchner Sicherheitskonferenz in der Nähe des Karlsplatzes in Brand zu setzen. Die deutsche Polizei konnte ihn verhindern, als der Mann in Benzin eintauchte und versuchte, mit einem Feuerzeug in der Hand in eine Versammlung zu eilen.
16. Februar: Alaa al-Rikaby, der prominente Aktivist in Nasiriyah, wurde unterstützt, um den designierten Premierminister Mohammed Allawi durch Hunderte von Demonstranten zu ersetzen, die auf den Straßen mit al-Rikabys Foto demonstrierten. Zwischenzeit haben Ladenbesitzer in der Al Rasheed Street, einer der ältesten Straßen in Bagdad, die mangelnde Verbesserung des Handels festgestellt, unabhängig von der Wiedereröffnung von Straßen und Brücken in der Nähe.